# جولیا روبینی
جولیا روبینی (ایتالیایی: Giulia Rubini؛ زادهٔ ۲ ژوئن ۱۹۳۵) بازیگر اهل ایتالیا است. علاقه به بازیگری در او از سنین پائین شکل گرفت و با وجود تردید خانواده و به‌ویژه سن کم جولیا، او توانست آزمون بازیگری را پشت سر بگذارد و نقش اصلی فیلم دبیرستان را به دست آورد و بدین ترتیب حرفهٔ بازیگری‌اش را آغاز کرد.
از فیلم‌هایی که وی در آن نقش داشته است، می‌توان به دبیرستان، راهبهٔ مونتزا و در پارک اتفاق افتاد اشاره کرد.